# 石川哲久
石川 哲久（いしかわ のりひさ、1948年（昭和23年）1月1日 - 2019年（平成31年）3月9日）は、元建設官僚、地方公務員、政治家。建設省課長、大阪府建築都市部長、千葉県木更津市議会議員（1期）を歴任。瑞宝小綬章受章。

## 来歴
千葉県木更津市出身。1970年東京大学工学部都市工学科卒。同年建設省に入り、住宅、都市、計画の各局に勤務し、国土庁に入る。地方振興局地方都市整備課長、建設省住宅局住宅整備課長、同局建築指導課長、1998年7月 大阪府建築都市部技監、2000年4月 同部長となり、2003年に退官。退官後は建築研究所理事、住宅生産振興財団理事となる。
2010年と2014年の木更津市長選挙に立候補したが、いずれも落選した。2015年の木更津市議会議員選挙に立候補して当選した。2019年3月、木更津市の自宅マンションで娘の夫に刺殺される。翌日刺殺体で発見され、娘の夫が殺人容疑で逮捕された。

## 栄典
- 2018年 春の叙勲で国土交通行政功労により瑞宝小綬章を受章[8]

## 親族
- 石川善之助 - 祖父、初代木更津市長
- 石川昌 - 父、木更津市長